# 박명박모성

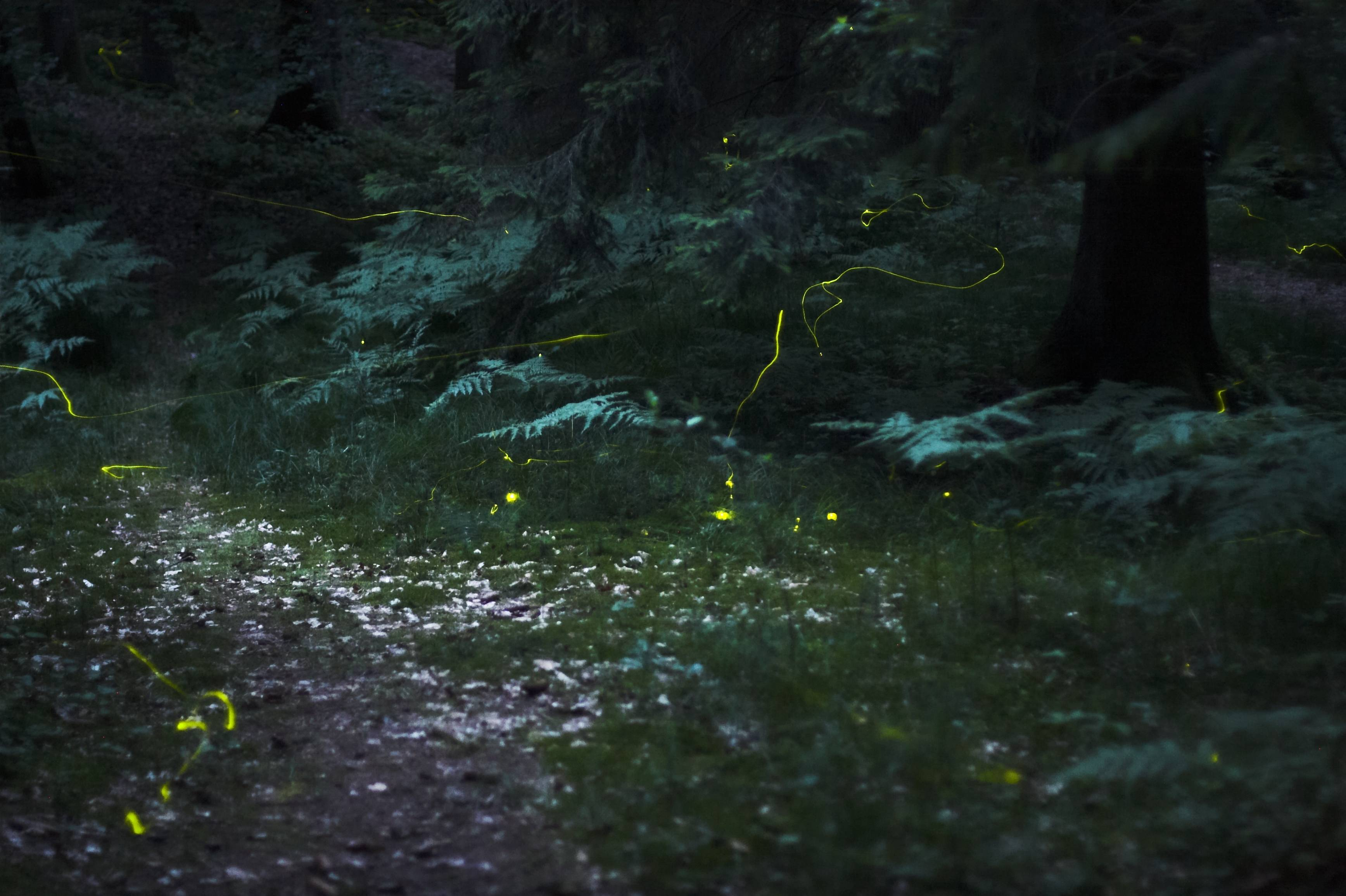
박명박모성 곤충인 반딧불이

박명박모성(薄明薄暮性, 영어: crepuscular)은 동물이 대부분 박명(황혼 또는 여명)에 활동하는 성질을 말한다. 따라서 주로 낮에 활동하는 주행성이나 주로 밤에 활동하는 야행성과는 구분된다. 그러나 간혹 박명박모성 동물이 흐린 주간이나 달 밝은 야간에 활동하는 경우도 있기 때문에 이 구분이 절대적인 것은 아니며, 실제로 야행성으로 구분된 동물 중 일부는 사실 박명박모성이다. 주로 포식자를 피하기 위해 이같은 성질이 형성되었다고 여겨진다.

## 같이 보기
- 야행성